# Rams - Storia di due fratelli e otto pecore
Rams - Storia di due fratelli e otto pecore (Hrútar) è un film del 2015 diretto da Grímur Hákonarson.

## Trama
Gummi e Kiddi sono due fratelli che, pur abitando l'uno accanto all'altro, non si parlano da 40 anni e comunicano solo tramite il loro cane. Gummi, cheto e riservato, e Kiddi, borioso e incivile, sono entrambi pastori in una valle islandese scarsamente popolosa. Ad un concorso paesano per il montone più bello, Gummi nota che il montone di Kiddi presenta i sintomi della scrapie. Informa così un amico, il quale, al fine di evitare un'epidemia nella valle, avvisa le autorità. I veterinari accertano la presenza della malattia e, estendendo i controlli ai pascoli vicini, impongono l'abbattimento di tutti i greggi trovati contagiati. Kiddi si accanisce dunque contro Gummi, responsabile dello sterminio di tutta la razza.
Sorprendentemente però, Gummi ha disobbedito alla legge, risparmiando sette pecore e un montone nascondendoli nella cantina di casa. Venutolo a sapere, Kiddi aiuta prontamente il fratello quando questi lo informa che le autorità stanno per arrivare ad abbattere le pecore, scoperte. I due, col loro fedele cane, conducono gli ovini verso le montagne per nasconderle. Una notevole bufera però fa perdere loro di vista gli animali, separando anche i due fratelli. Al termine, Kiddi trova Gummi a terra assiderato. Scava così una cavità nella neve dove mettere al riparo il fratello e scaldarlo.

## Riconoscimenti
È stato premiato al Festival di Cannes 2015 nella categoria Un Certain Regard, divenendo così il primo film islandese ad aggiudicarsi tale premio. È stato candidato inoltre al European Film Awards 2015 nella categoria Miglior Film.